# Raffaella Reggi
Rafaella Reggi (ur. 27 listopada 1965 w Faenzy) – włoska tenisistka, zwyciężczyni US Open 1986 w grze mieszanej, reprezentantka kraju w Fed Cup, olimpijka z Seulu (1988) i Barcelony (1992).

## Kariera tenisowa
W 1981 roku jako juniorka wygrała Orange Bowl do lat szesnastu.
Zawodową tenisistką była w latach 1981–1992.
W 1986 roku wygrała wielkoszlemowy US Open w grze mieszanej w parze z Sergiem Casalem. W finale pokonali parę Martina Navrátilová–Peter Fleming i została pierwszą Włoszką, która zdobyła tytuł wielkoszlemowy. Osiągnęła ćwierćfinał igrzysk olimpijskich w Seulu (1988). Pokonała wówczas Elizabeth Smylie, Claudię Kohde-Kilsch, a także Chris Evert, ulegając dopiero Manueli Maleewej. Podczas turnieju singlowego igrzysk olimpijskich w Barcelonie (1992) odpadła w drugiej rundzie. W 1984 zajęła trzecie miejsce podczas demonstracyjnych zawodów singlowych igrzysk olimpijskich w Los Angeles (1984).
Przez całą karierę reprezentowała Włochy w Fed Cup notując bilans osiemnastu zwycięstw i piętnastu porażek.
W karierze wygrała pięć turniejów singlowych rangi WTA Tour, po raz pierwszy w Taranto w 1985 roku. Rok później triumfowała w Portoryko i Lugano, zwyciężyła w San Diego w 1987 oraz ponownie w Taranto w 1990. Jej najlepsze singlowe osiągnięcie wielkoszlemowe to ćwierćfinał French Open 1987.
Wygrała cztery turnieje deblowe, między innymi w Linzu (1991) z Magdaleną Maleewą.
Dnia 25 kwietnia 1988 znalazła się na trzynastym, najwyższym w karierze miejscu na światowej liście tenisistek. Trzy lata później osiągała najwyższą pozycję w deblu – miejsce dwudzieste piąte. Tenisistka praworęczna z oburęcznym bekhendem.